# Вільколаз-Перший
Вільколаз-Перший (пол. Wilkołaz Pierwszy) — село в Польщі, у гміні Вільколаз Красницького повіту Люблінського воєводства.
Населення — 828 осіб (2011).

## Демографія
Демографічна структура станом на 31 березня 2011 року:
|          | Загалом | Допрацездатний вік | Працездатний вік | Постпрацездатний вік |
| -------- | ------- | ------------------ | ---------------- | -------------------- |
| Чоловіки | 405     | 91                 | 258              | 56                   |
| Жінки    | 423     | 86                 | 238              | 99                   |
| Разом    | 828     | 177                | 496              | 155                  |